# Sistema di classificazione biofarmaceutico
Il sistema di classificazione biofarmaceutico (in inglese:  Biopharmaceutics Classification System:  BCS) è un metodo fornito ed approvato dalla Food and Drug Administration per la classificazione dei farmaci destinati all'assorbimento gastrointestinale. Il metodo è stato ideato in supporto a studi di biodisponibilità e di bioequivalenza.

## Classificazione
I farmaci vengono suddivisi in quattro differenti classi in base alle proprietà di solubilità e di permeabilità attraverso le membrane biologiche.
| classe | solubilità | permeabilità |
| I      | alta       | alta         |
| II     | bassa      | alta         |
| III    | alta       | bassa        |
| IV     | bassa      | bassa        |

Secondo le convenzioni del BCS, una sostanza viene definita ad alta solubilità quando la dose singola a rilascio immediato più alta è solubile in 250 mL di acqua, in un range di pH da 1 a 7.5, mentre sono ad alta permeabilità quelle sostanze per cui la quantità di farmaco assorbito è maggiore del 90% della dose totale somministrata.